# Agonum nevadense
Agonum nevadense är en skalbaggsart som beskrevs av Thomas Casey. Agonum nevadense ingår i släktet Agonum och familjen jordlöpare. Inga underarter finns listade i Catalogue of Life.